# Mokcha (langue)
Cet article concerne une langue. Pour la rivière de Russie, voir Mokcha. Pour le concept hindou et jaïn, voir Moksha.
Le mokcha (autonyme : мокшень кяль (mokšen̓ käl̓) [ˡmɔkʃenʲ kælʲ]) est une langue finno-ougrienne. C'est une langue en danger, parlée par 2 030 personnes en 2010 en Russie. C'est l'une des deux langues mordves avec l'erzya, dont elle est très différente.

## Nom
Le mokcha est aussi appelé mokcha de Mordvin, mokshan, mordoff, mordov, mordvin-moksha.

## Utilisation
Cette langue est parlée principalement dans les oblasts de Nijni Novgorod et de Penza, dans la république russe de Mordovie.
Elle est parlée principalement par des adultes, et quelques jeunes, qui l'apprennent mais ne l'utilisent qu'avec des proches plus âgés. Ses locuteurs parlent aussi russe.
Le mokcha est parlé par les Tengushens, bien qu'ils soient Erzya ethniquement. Dans certains villages mokcha, on ne parle quasiment que cette langue.

## Écriture
Le mokcha s'écrit grâce à un alphabet cyrillique comptant les mêmes lettres que l’alphabet russe. Cependant la lettre ъ représente une voyelle moyenne centrale [ə]. Il a été écrit avec un alphabet cyrillique modifié, avec les lettres additionnelles ӗ, ԕ, ҥ, о̆, ԗ, ы̆, ӭ, de 1924 à 1927. Un alphabet latin modifié a été créé en 1932 mais n’a jamais été adopté.
| а | б | в | г | д | е | ё | ж | з | и | й | к | л | м | н | о | п | р | с | т | у | ф | х | ц | ч | ш | щ | ъ | ы | ь | э | ю | я |